# 写作风格
在文學中，写作风格是指作者寫作時用个人、所處的年代、学校或国家特有的语言風格表述文字內容的方式。
較受歡迎的写作风格的是:
- 言简意赅，言之有物[2][3][4][5]
- 能让读者產生興趣並全神贯注地閱讀[6][4]

不太提倡的寫作風格是：
- 彰显个性[7]
- 炫耀自身的技能、知识或能力[4][5]
- 幽默風趣

## 引用
1. ↑  Webster (1969)
2. ↑  Hacker (1991，第78頁)
3. ↑  Ross-Larson (1991，第17頁)
4. 1 2 3  Sebranek et al. (2006)
5. 1 2  Strunk & White (1979)
6. ↑  Ross-Larson (1991)
7. ↑  Gardner (1991)